# Адняматана
Адняматана (англ. Adnyamathanha language) — язык аборигенов Австралии, распространенный на территории горного хребта Флиндерс, штат Южная Австралия. Название адняматана означает «люди холмов».

## Генеалогическая и ареальная информация
Люди народа адняматана проживают в таких населенных пунктах, как Непабунна, Икара (горы Wilpena Pound) и Ли Крик, кроме того представители народа живут и в более крупных городах на юге Австралии, таких как Порт-Огаста и Аделаида.
Язык адняматана относится к подгруппе тура-юра арантийской группы аранта-тура-юрской ветви центральной подсемьи семьи пама-ньюнга — крупнейшей на континенте.
Несмотря на то, что отдельных диалектов не выявлено, люди идентифицируют себя как представителей куяни-адняматана (Kuyani-Adnyamathanha), вайлпи-адняматана (Wailpi-Adnyamathanha), ядлиавада-адняматана (Yadliawarda-Adnyamathanha), пилатпа-адняматана (Pirlatpa-Adnyamathanha) или же просто адняматана (Adnyamathanha).
Кроме того, название языка имеет еще ряд синонимов: 
Adnymathanha, Adjnjamathanha, Adynyamathanha, Adnjamathanha, Jadliaura, Ngudlawara, Wailpi, Walypi, Adnamadana, Adjnjamatana, Adnamatana, Adnjamadana, Adnjamadhanha, Adnjamatana, Adnjamathera, Adnjmadhanha, Adnjnjamathanha, Adyamatana, Andjama Dana, Andyamatana, Anjamatana, Anjamutina, Anjimatana, Anjiwatana, Anjiwatina, Anyamatana, Archualda, Atjualda, Benbakanjamata, Benbakanjamatana, Binbarnja, Binbarnya, Gadjnjamada, Gadjnjamadja, Ganjamadna, Imatjara, Kanjamata, Kanjimata, Keidnamutha, Keydnjamarda, Keydnjmarda, Kudjamuther, Kudjchnamootha, Kudnamietha, Kutchhamootha, Kutchnamoota, Kutchnamootha, Mardala, Mardula, Ngatjuwalda, Nimalda, Nimbalda, Nimbaldi, Nuralda, Umbertana, Unyamatana, Unyamootha, Wadla, Wailbi, Wajalpi, Waljbi, Wipie, Adnyamathana, Adnjamadana Wailbi, Adnyamatana.

## Социолингвистическая информация
Большинство носителей адняматана владеют английским и используют его в качестве основного языка общения. Однако язык адняматана активно популяризируется, в первую очередь через искусство и медиа. Задачей различных организаций и проектов является повышение интереса к родному языку у носителей, рост его статуса в повседневной и культурной жизни народа.
Среди людей и организаций, внёсших вклад в развитие значимости языка:
- Женский хор, исполняющий национальные песни на языке адняматана (в том числе и на фестивалях).
- Сообщество женщин племени Юра, участницы которого записывают и публикуют материалы на языке адняматана.
- Бак Маккензи, автор песен и исполнитель, долгое время занимался распространением информации о традициях народа адняматана, проводил работу в школах, как с учениками, так и с преподавателями.

Однако, несмотря на все мероприятия, язык находится под угрозой исчезновения. Согласно AIATSIS, по данным на 2006 год число носителей, использовавших адняматана в быту, составляло порядка 107 человек (Census). Тем не менее, количество людей, идентифицирующих себя как представителей народа, исчислялось сотнями.

## История исследований
Впервые последовательным изучением языка занялись в середине 60-х годов XX века, когда Эндрю Култард и лингвист Бернард Шебек начали работу по записи, переводу и анализу ряда текстов на языке адняматана. Результатом исследований стали первые описания фонологии и грамматики языка, опубликованные в период с 1973 по 1976 год.
С конца 70-х годов и в течение 80-х, Дороти Танбридж проводила лингвистические исследования, работая с несколькими носителями, проживавшими в районе Непабунны, что привело к улучшению орфографии. Кроме того, вышло несколько публикаций, посвященных традиционной культуре народа адняматана, а также самому языку.
В это же время носители языка адняматана, Джон и Перл Маккензи из города Хокер, в сотрудничестве с Джоном Макенти, начали составление словаря, опубликованного в 1992 году. Для этой работы была создана специальная орфография, в значительной степени основанная на использовании многочисленных диакритических знаков в сочетании с заглавными буквами, расположенными в алфавитном порядке на базе санскрита.
В настоящее время работу ведут несколько проектов, которые спонсируют различные организации Австралии.

## Типологическая характеристика

### Тип выражения грамматических значений
Для языка адняматана характерен синтетизм, грамматические значения выражаются при помощи суффиксов. 
```
ŋapaḷa 	vapina-ŋa 	nimpatyi-ṋa   	iṱiṱi-pa-nytyu-wa-aŋu 
ŋapaḷa 	lot-ERG1 	like.this-ṋa 	back-TR-FUT-he-aŋu
‘In the same manner the ŋapaḷas
[
6
]
 would turn their back to him’
```

Кроме того, встречаются редкие следы инкорпорации.
```
nimpatyi    iṋa 	yata   yuṛa-vari-munka-i-nta
like.this   this 	ground Yuṛa-lack-crowd-i-PRES
‘thus this country [has become/]is without Yuṛas
[
7
]
’
```

### Тип морфологической структуры
Характер границ между морфемами — агглютинативный. 
```
yakati vapa 	vitni-ṛ-aŋku 	vapi 	nimpatyi-ṋa     ŋawir-i-nytyu-aŋu 	  utyu 	    inka
child  small   bad-ṛ-PST	    father 	like.this-ṋa    turn-NTR-FUT-aŋu      other 	side
‘And if a child had died, the father in turn would turn around the other side’
```

### Локус маркирования
В посессивной именной группе маркирование зависимостное. Используется суффикс ṛu, совмещающий в себе функции индоевропейского генитива и датива. Суффикс может маркировать именную группу целиком, при этом порядок групп строго фиксирован: зависимая всегда предшествует вершине. 
```
a:ṋa 	ŋa:tyu 	ŋam:aṇa-ṛu 	yaka:ti vapina ŋa:tyu aṭuna
that 	my   	uncle-of  	child 	lot    my 	  aṭuna
‘(that) my uncle’s children [are] my aṭuna[s]
[
8
]
’
```

Отсутствует согласование при атрибутивной конструкции.
```
ŋaḷa=aka-ṋa ŋawaḷa  waḷu-ŋuṛi-aŋk-atna
big-ṋa      word    talk-RECP-PST-they
‘they spoke big word[s to] each other’
```

Маркирование в предикации зависимостное. Кодирование отношений субъекта и объекта в клаузе осуществляется непосредственно на самих зависимых.
```
yuṛa-ŋa 	yaka:ti  	mity-am-aŋka-ta
Yuṛa-ERG1 	child 		name-VT-PERF-DUR
[the] Yuṛa[s] used to name [their] child[ren]
```

### Тип ролевой кодировки
В языке адняматана эргативная стратегия кодирования глагольных актантов.
Агенс при переходном глаголе маркируется суффиксами ŋа и lu. Пациенс при переходных глаголах, а также подлежащее при непереходных (и агенс, и пациенс) маркируются нулевым показателем.
- Агенс непереходного глагола:

```
muḷṭa    ika-mana-nta 
stranger sit-DIR-PRES
‘[a] stranger [has] come [over] sitting [down]’
```

- Пациенс непереходного глагола:

```
vap:apa  atni  ika-nytyu-aŋu
vapapa   also  sit-FUT-aŋu
'[the] vapapa
[
9
]
 too would sit/be’
```

- Пациенс переходного глагола:

```
yuṛa-ŋa 	yaka:ti  	mity-am-aŋka-ta
Yuṛa-ERG1 	child 		name-VT-PST-DUR
'[the] Yuṛa[s] used to name [their] child[ren]' 
```

Этот же пример иллюстрирует маркирование  агенса переходного глагола суффиксом ŋa.
- Агенс переходного глагола:

```
utyu	maṱa-lu 	ŋapaḷa 	yalytya-ku-wa
other 	mob-ERG2 	ŋapaḷa 	address-NARR-he
‘Others call her ŋapaḷa’.
```

Суффиксы ŋа и lu находятся в отношениях дополнительной дистрибуции. Так, lu употребляется со всеми именами собственными и лишь c некоторыми именами нарицательными и местоимениями. Подавляющее большинство существительных, которые служат агенсом при переходном глаголе, маркируются суффиксом ŋа. Кроме того, ŋа выполняет ряд других функций, например кодирует инструмент как при транзитивных, так и при нетранзитивных глаголах.

#### Местоимения
В языке есть специальные агентивные личные местоимения, кодирующие агенс при переходном глаголе. 
|   | Nominative | Agentive | Posessive |
| - | ---------- | -------- | --------- |
| 1 | ŋai        | ŋaṱu     | ŋatyu     |
| 2 | niṋa       | nuntu    | nuŋku     |
| 3 | vaṋa       | valu     | vanytyuṛu |

Другие местоименные серии обычно имеют суффикс ŋa, если кодируют агенс переходного глагола, и никогда lu. Формы двойственного и множественного числа не присоединяют агентивных показателей. Однако, если они выступают объектом при переходной клаузе, то становится обязательным наличие суффикса ṋa, значение которого достаточно широко и не до конца ясно. 
```
miṛu 	vapi:na	  ŋaḷpu:ḷa-ṋa 	waḷu-ŋuŋka-aŋk-atna
man 	lot 	  we-ṋa 	    talk-TR-PST-they
‘they said to us boys’
```

### Базовый порядок слов
В языке адняматана свободный порядок слов Несмотря на то, что нет строгих правил, определяющих порядок составляющих, все же наблюдаются некоторые тенденции. Так, глагол обычно следует за субъектом, если тот не выражен местоименным суффиксом, однако возможна и обратная ситуация.
- Порядок SOV — наиболее распространенный вариант порядка[11]:

```
yuṛa-ŋa 	yaka:ti  	mity-am-aŋka-ta
Yuṛa-ERG1 	child 		name-VT-PST-DUR
'[the] Yuṛa[s] used to name [their] child[ren]'
```

- Подлежащее перед глаголом:

```
wilkamukuṋa ika-aŋka-ta 
wilkamukuṋa sit-PST-DUR
‘there were [the] Wilkamukuṋa[s]
[
12
]
’
```

- Подлежащее после глагола:

```
yana-aŋku iṋa  wataṋa
come-PST  this CLF-ṋa
‘this one has come/arrived’
```

## Другие особенности

### Грамматика
- В языке отсутствуют различия между прямым и косвенным дополнением, что делает возможным наличие сразу двух дополнений при переходном глаголе и, в определенных случаях, вызывает омонимию.

```
wiṭi  nuŋku-ty-atna-aŋu   valanāpa-ṋa
tree  give-FUT-they-aŋu them.two-ṋa
‘they would give stick[s to] them-two’
```

```
unki	        ika-aŋku-wa
native.doctor 	sit-PST-he
a. ‘he [was] (set) [a] native doctor
[
13
]
’ 
b. ‘[the/a] native doctor (he) sat[/sat down]’
```

### Орфография
С 1999 года в школах используется упрощенная орфография, созданная Бернардом Шебеком. От предыдущей версии, разработка которой велась в 80-х годах с участием Дороти Танбридж, ее отличает отсутствие дублируемых букв и символов и общая стандартизация, выравнивающая колебания в произношении. 
| Короткие | a  | i  | u  |    |
| Долгие   | aa | ii | uu |    |
| Дифтонги | ai | au | iu | ui |

| Смычные           | p  | th | t  | rn | ty | k  |
| "Гладкие" смычные | v  | dh | d  | rd | g  |    |
| Назализованные    | m  | nh | n  | rn | ny | ng |
| Латеральные       | lh | l  | rl | ly |    |    |
| Ротические        | r  | rr |    |    |    |    |
| Аппроксиманты     | w  | y  |    |    |    |    |

Система орфографии, предложенная Макенти и супругами Маккензи в словаре 1992 года, из-за своей сложности не используется в обучении. Она мало распространена за пределами города Хокер.

## Интересные факты
- Джулиан Боворо и Ева Хорнунг[14] способствовали созданию уроков адняматана для школьников, чтобы стимулировать у детей интерес к родной культуре и предотвратить исчезновение языка. Это привело к созданию короткометражного анимационного фильма Wadu Matyidi[15], созданного целиком на языке адняматана и озвученного детьми. Мультфильм повествует о жизни троих детей из племени адняматана во времена до британского завоевания. У мультфильма есть продолжение, Utnyuapinha, работа над которым началась в 2008 году.

## Галерея
- Флаг народа адняматана
- Вид на горы Флиндерс с вершины Пик Дьявола
- Засушливые пастбища возле гор Флиндерс в Южной Австралии
- Горы Wilpena Pound, Южная Австралия
- Озеро Фром, вид сверху
- Стюарт Крик и озеро Торренс
- Здание парламента в городе Аделаида, столице штата Южная Австралия
- Вокзал города Порт-Огаста

## Условные обозначения
CLF — классификатор;
DIR — директивный элемент, указывает на направленное действие;  
DUR — дуратив;
ERG — эргатив;
FUT — будущее время;
NARR — нарратив;
NTR — непереходный глагол;
PRES — настоящее время;
PST — прошедшее время;
RECP — реципрок;
TR — переходный глагол;
VT — элемент, делающий из существительного переходный глагол;

## Интернет-ресурсы
- WALS
- Ethnologue
- AIATSIS
- Glottolog